# Thor Able I
Thor Able I – amerykańska trójstopniowa rakieta nośna produkowana przez firmę Douglas Aircraft Company. Była modyfikacją rakiety Thor Able. Różniła się od niej ulepszonym silnikiem drugiego członu i obecnością trzeciego stopnia na paliwo stałe. Startowała tylko trzy razy. Żaden nie był w 100% udany. Mimo to rodzina Thor Able ewoluowała potem w najbardziej niezawodne amerykańskie rakiety serii Delta.

## Budowa
Opracowano na podstawie materiału źródłowego. 
Pierwszy człon to zmodyfikowana rakieta Thor – Thor DM-19. Drugim członem rakiety był zmodyfikowany drugi człon rakiety nośnej typu Vanguard. Miał silnik, w którym paliwem była dimetylohydrazyna, reduktorem kwas azotowy. Silnik wytwarzał ciąg 3400 kG. Zapas mieszanki paliwowej umożliwiał pracę silnika przez 120 sekund. Masa członu wraz ze składnikami mieszanki paliwowej wynosiła 1820 kg. Składniki mieszanki były przetłaczane do silnika metodą ciśnieniową. Człon ten był również sterowany. Jako trzeci człon zastosowano trzeci człon rakiety Vanguard zasilany stałym paliwem. Silnik wytwarzał ciąg o sile 1135 kg, a zapas paliwa pozwalał pracować przez osiem sekund. Trzeci człon nie był sterowany, a do stabilizacji zastosowano osiem małych silników rakietowych na paliwo stałe. W ciągu sekundy działania, wprawiały w ruch wirowy trzeci człon rakiet wokół jego podłużnej osi. Cała rakieta miała masę startową około 50 ton i wysokość 26,85 m. Pierwszy i drugi człon sterowane były sposobem bezwładnościowym. Rakieta mogła wprowadzić w ruch ku Księżycowi sondę o masie do 38,5 kg.

## Chronologia
1. 17 sierpnia 1958, 12:18 GMT; s/n 127; miejsce startu: Przylądek Canaveral (LC17A), USA
Ładunek: Pioneer 0; Uwagi: start nieudany – rakieta eksplodowała w 77. sekundzie lotu, na wysokości 16 km.
2. 11 października 1958, 08:42:13 GMT; s/n 130; miejsce startu: Przylądek Canaveral (LC17A), USA
Ładunek: Pioneer 1; Uwagi: start nieudany – awarię wywołał nieprawidłowo ustawiony zawór w górnym członie rakiety, wskutek czego akcelerometr podawał błędne dane. Spowodowało to niewielki błąd w prędkości i kierunku lotu rakiety oraz o 10 s za wczesne wyłączenie silnika drugiego członu. Satelita osiągnął silnie wydłużoną orbitę balistyczną i spadł do Pacyfiku po 43 godzinach lotu.
3. 8 listopada 1958, 07:30:21 GMT; s/n 129; miejsce startu: Przylądek Canaveral (LC17A), USA
Ładunek: Pioneer 2; Uwagi: start nieudany – nie odpalił się 3. stopień rakiety. Ładunek nie osiągnął prędkości wymaganej do opuszczenia pola grawitacyjnego Ziemi.